# آسية (نبات)
المرسينية أو الآسية أو الآسيّات (الاسم العلمي: Myrtaceae) هي فصيلة من النباتات تتبع رتبة الآسيات.

## التصنيف
تضم عددا من الأسر منها:
- رقيقات الثمار

### أجناس
تضم 130 جنساً من أشهرها الكينا والآس والجوافة وأكثر من 3000 نوع:
- الآس (الاسم العلمي: Myrtus)
- آس أصفر (الاسم العلمي: Xanthomyrtus)
- البلينيا (الاسم العلمي: Plinia)
- الجوافة (الاسم العلمي: Psidium)
- داروينية (الاسم العلمي: Darwinia)
- الصافورة (الاسم العلمي: Xanthostemon)
- الكينا (الاسم العلمي: Eucalyptus)
- المتروسدرس (الاسم العلمي: Metrosideros)
- البامبوزيا (الاسم العلمي: Syzygium cumin)